# Somerville (Mondkrater)
Somerville  ist ein kleiner Mondkrater in der südlichen Hemisphäre des Mondes. Sein ursprünglicher Name war Langrenus J.